# Анна Басараб
Анна Басараб, както и Анна Слава, е влашка принцеса и българска царица, съпруга на видинския цар Иван Срацимир.

## Произход
Анна е дъщеря е на влашкия войвода Никола Александър Басараб  от втория му брак  с унгарската благородничка Клара Добокай. По линия на баща си принадлежи към династията Басараба. Тя е внучка на Иванко I Басараб и племеница на Теодора Басараб, първата съпруга на цар Иван Александър. 
По-малката сестра на Анна - Анка Басараб, е омъжена за сръбския цар Стефан Урош, синът на Елена (сестрата на цар Иван Александър) и Стефан Душан.
От първия брак на баща си има  двама братя - Йоан Радул I и Йоан Владислав I и още една сестра - Елизабета Басараб, омъжена за полския княз Владислав Ополчик.

## Българска царица
Анна Басараб е спомената за пръв път през 1359/60 г. като съпруга на цар Иван Страцимир в съставения по нейна поръчка Видинския сборник, съдържащ жития на светици. По всяка вероятност бракът им е реакция и на развода между Иван Александър и Теодора Басараб и цели да отслаби позициите на новата търновска царица, покръстената еврейка. Не е известна ролята, която Теодора Басараб е изиграла за уреждането на брака между сина ѝ и племенницата ѝ, и дали той не е иницииран от самата нея. Очевидно и царица Елена не е била във възторг от постъпката и политиката на брат си, след като и тя омъжва сина си Урош за сестрата на Анна-Анка Басараб.
След сключването на брака си с Иван Срацимир Анна Басараб се установява във Видин. Тя ражда на видинския цар две дъщери и един син:
- Константин II Асен (Константин Страцимир; * 1369, Видин; 17 септември 1422, Белград)
- Дъщеря
- Доротея (* 1355, Видин; † 1390, Босна), кралица на Босна като съпруга на първия общосръбски крал и бан на Босна Стефан Твърдко I Котроманич.

Царица Анна е известна с това, че по нейна поръчка е съставен т. нар. Видински сборник от 1359 – 1360 г. Царицата е католичка по рождение и не е известно дали в България е приела православието, но поръчаният от нея сборник, който съдържа жития само на православни светици, намеква, че тя вероятно е приела православната вяра. 
През 1365 – 1369 г. Видинското царство е окупирано от Унгария, а царското семейство е държано в плен в Хумник, Хърватия, където всички са принудени да приемат Kатолицизма. По-късно царското семейство е освободено, но в Унгария остават дъщерите на Анна. Едната скоро след това умира, а Доротея е омъжена за босненския бан, а по-късно и крал Твърдко I.
От едно писмо, пратено от папа Урбан V до майка ѝ Клара през 1370 г., става ясно, че към тази дата Анна била католичка.
През 1396 г. след разгрома на кръстоносците в битката при Никопол Баязид I превзема Видин. Иван Срацимир е пленен и изпратен в град Бурса в Мала Азия. Царица Анна вероятно се завръща във Влашко, където управляват войводите от династията Басараб.